# Bellesserre
Bellesserre är en kommun i departementet Haute-Garonne i regionen Occitanien i södra Frankrike. Kommunen ligger i kantonen Cadours som tillhör arrondissementet Toulouse. År 2022 hade Bellesserre 110 invånare.

## Befolkningsutveckling
Antalet invånare i kommunen Bellesserre
Referens:INSEE